# Langley (Mondkrater)
Langley ist ein Einschlagkrater am äußersten westlichen Rand der Mondvorderseite. 
Der Krater ist nur bei günstiger Libration von der Erde aus sichtbar und dann nur stark verzerrt. Er liegt westlich des Oceanus Procellarum, zwischen den Kratern Galvani im Süden, dessen Rand Langley teilweise überdeckt, und Volta im Norden.
Der Kraterrand ist stark erodiert, auf dem nordöstlichen Rand liegen die Nebenkrater Langley J und Langley K.
| Buchstabe | Position           | Durchmesser | Link |
| --------- | ------------------ | ----------- | ---- |
| J         | 51,67° N, 84,99° W | 21 km       |      |
| K         | 51,99° N, 86,15° W | 20 km       |      |

Der Krater wurde 1964 von der IAU nach dem amerikanischen Astrophysiker Samuel Pierpont Langley offiziell benannt.